# Ridvan Bode
Ridvan Bode (ur. 26 czerwca 1959 w Korczy) – albański polityk, ekonomista, minister finansów w latach 1996–1997 oraz ponownie od 11 września 2005.

## Życiorys
Ridvan Bode urodził się 26 czerwca 1959 w Korczy. W latach 1979–1983 studiował finanse na Uniwersytecie Rolniczym w Tiranie. W latach 1992–1995 odbywał studia podyplomowe w Montpellier we Francji. Od 1991 do 1995 wykładał analizę finansową na Uniwersytecie Rolniczym w Tiranie.
W latach 1995–1996 był dyrektorem ds. ceł w Ministerstwie Finansów. W 1996 Bode wszedł po raz pierwszy w skład Zgromadzenia Republiki Albanii z ramienia Demokratycznej Partii Albanii. W wyborach w 2001 oraz w 2005 uzyskał reelekcję. 
W latach 1996–1997 zajmował stanowisko ministra finansów w gabinecie premiera Aleksandra Meksiego. W 1997 objął funkcję sekretarza generalnego Demokratycznej Partii Albanii, którą pełni do dziś. W 2002 został wykładowcą ekonomii na Uniwersytecie Tirańskim. 
11 września 2005 Ridvan Bode objął ponownie stanowisko ministra finansów w gabinecie premiera Sali Berishy.